# Echeveria atropurpurea
Echeveria atropurpurea är en fetbladsväxtart som beskrevs av Hort. och John Gilbert Baker. Echeveria atropurpurea ingår i släktet Echeveria och familjen fetbladsväxter. Inga underarter finns listade i Catalogue of Life.